# Великочакинське сільське поселення
Великоча́кинське сільське поселення (рос. Большечакинское сельское поселение) — муніципальне утворення у складі Урмарського району Чувашії, Росія. Адміністративний центр — присілок Великі Чаки.
Станом на 2002 рік присілок Нове Шептахово перебував у складі Челкасинської сільської ради.

## Населення
Населення — 836 осіб (2019, 1015 у 2010, 1107 у 2002).

## Склад
До складу поселення входять такі населені пункти:
| Населений пункт          | Населення, осіб (2002) | Населення, осіб (2010) |
| ------------------------ | ---------------------- | ---------------------- |
| Атнаші, присілок         | 46                     | 48                     |
| Великі Чаки, присілок    | 374                    | 351                    |
| Мале Яниково, присілок   | 148                    | 127                    |
| Малі Чаки, присілок      | 134                    | 122                    |
| Нове Шептахово, присілок | 405                    | 367                    |